# Deer Park (Texas)
Deer Park és una població dels Estats Units a l'estat de Texas. Segons el cens del 2000 tenia 28.520 habitants.

## Demografia
Segons el cens del 2000, Deer Park tenia 28.520 habitants, 9.615 habitatges, i 7.941 famílies. La densitat de població era de 1.062,9 habitants/km².
Dels 9.615 habitatges en un 43,6% hi vivien nens de menys de 18 anys, en un 66,8% hi vivien parelles casades, en un 11,5% dones solteres, i en un 17,4% no eren unitats familiars. En el 14% dels habitatges hi vivien persones soles el 4,2% de les quals corresponia a persones de 65 anys o més que vivien soles. El nombre mitjà de persones vivint en cada habitatge era de 2,93 i el nombre mitjà de persones que vivien en cada família era de 3,23.
Per edats la població es repartia de la següent manera: un 29% tenia menys de 18 anys, un 9,4% entre 18 i 24, un 30,3% entre 25 i 44, un 23,9% de 45 a 60 i un 7,4% 65 anys o més.
L'edat mediana era de 35 anys. Per cada 100 dones de 18 o més anys hi havia 96,2 homes.
La renda mediana per habitatge era de 61.334$ i la renda mediana per família de 66.516$. Els homes tenien una renda mediana de 50.867$ mentre que les dones 30.926$. La renda per capita de la població era de 24.440$. Aproximadament el 4% de les famílies i el 5,6% de la població estaven per davall del llindar de pobresa.

## Poblacions més properes
El següent diagrama mostra les poblacions més properes.